# Briònia
La briònia (Bryonia cretica subsp. dioica) també denominada nap coent, carabassina, colobrina, columbrina, truca, tuca, carabassa morisca, carabasser bord, carabassera borda, carabasseta, carabassí, carabauna, cep blanc, nap del diable, nap salvatge és una planta enfiladissa de la família de les cucurbitàcies.
Etimològicament, el nom del gènere prové del terme «bryo», empènyer, en raó de la seva alta velocitat de creixença.

## Morfologia

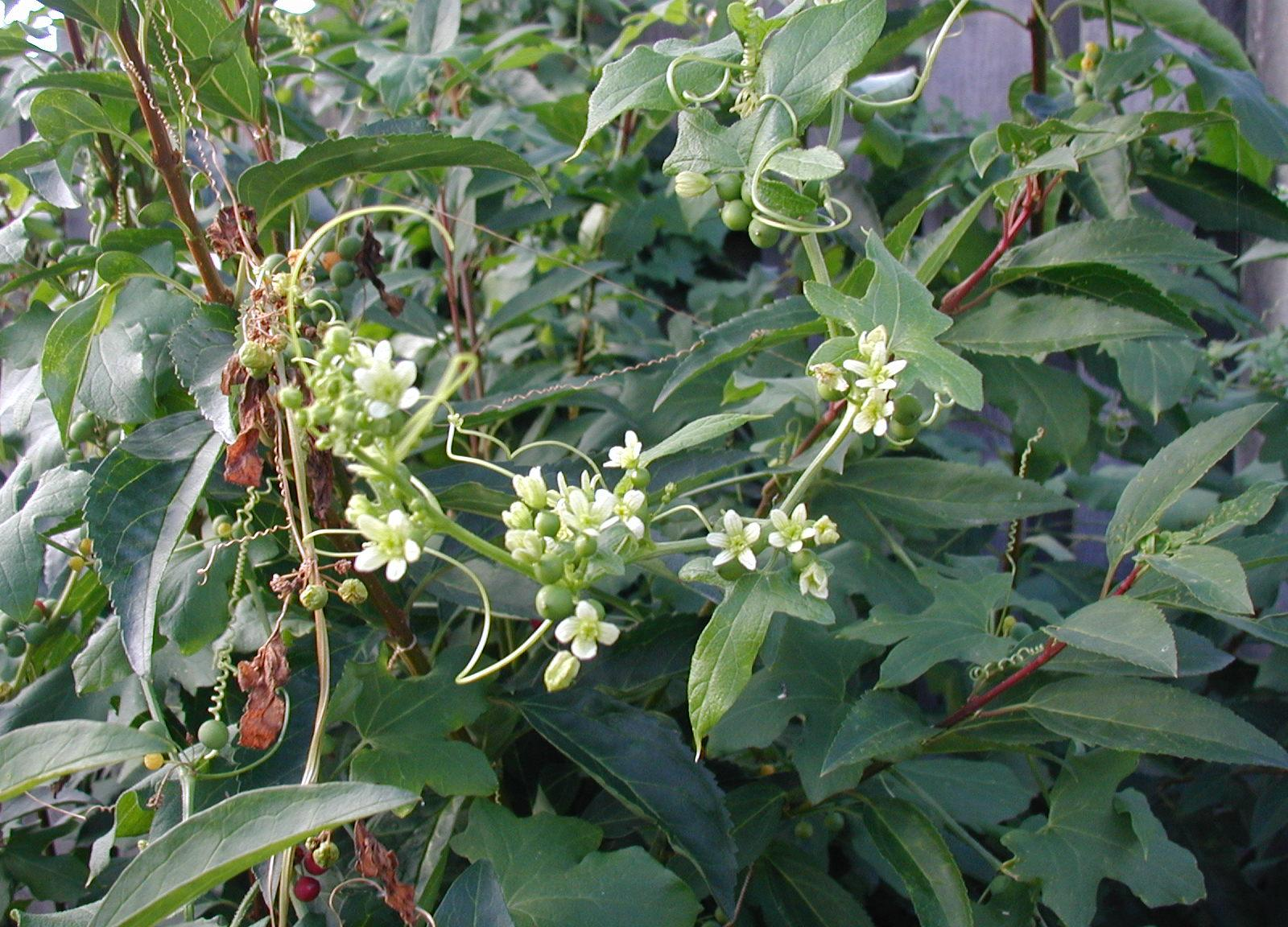
Fruits verds i flors

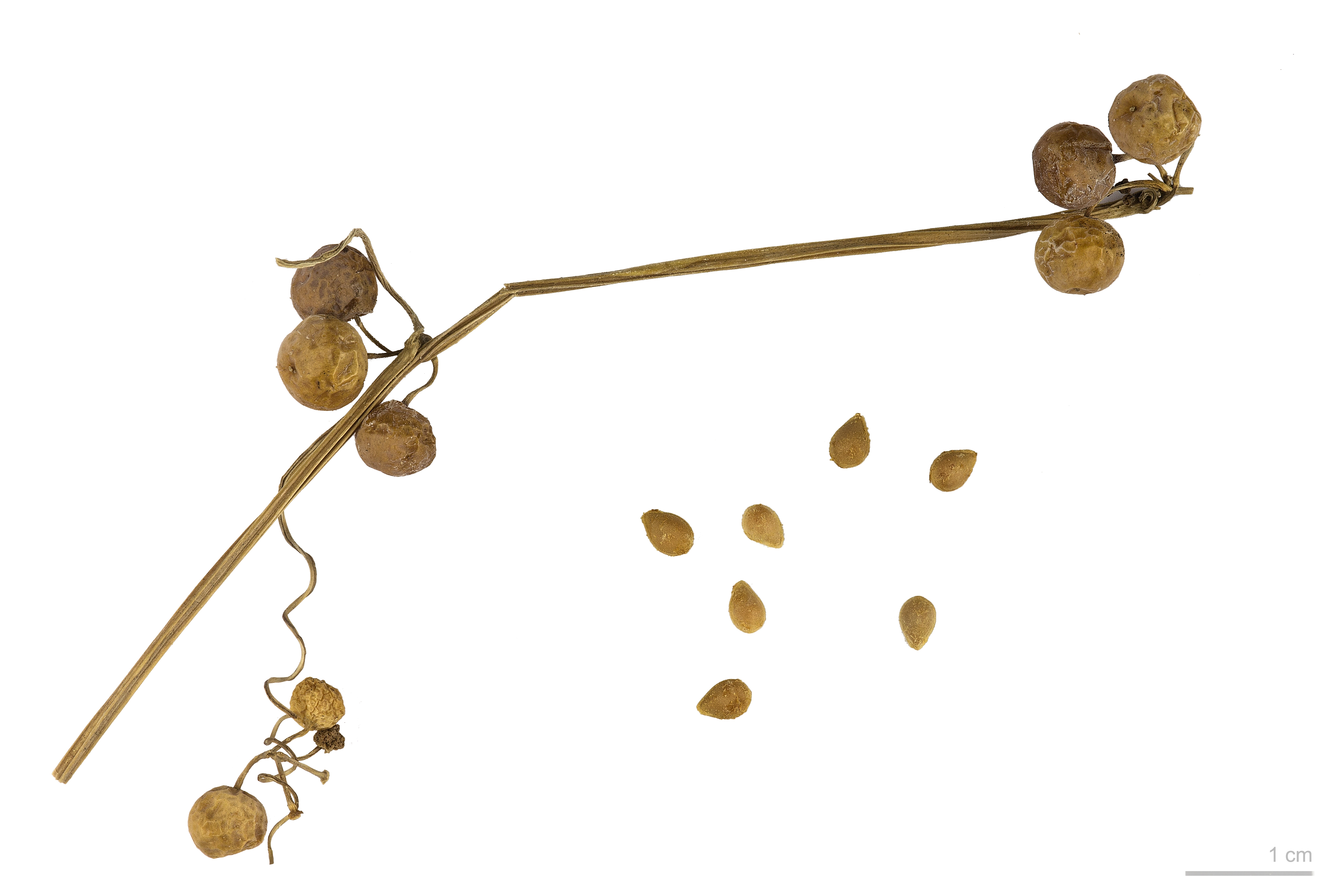
Bryonia dioica

És un arbust que pot arribar fins a 4 metres, per tant. La forma de la rel és axonomorfa i és del tipus napiforme; és un nap allargat i deforme que pot arribar a ser tan gruixut com una cuixa humana. La rel es forma a certa profunditat sota el sòl.
És una planta herbàcia, ja que les seves tiges tenen la consistència d'herba. Les seves fulles també són herbàcies. La forma del limbe és peltada, la de l'àpex és agut, i la base és auriculada. La divisió del marge és entera. Les fulles es disposen de manera alternada. Presenta pilositat a la superfície. Té diverses modificacions a les fulles anomenades circells caulinars que són òrgans filamentosos que responen a estímuls de contacte (haptotropisme) i que utilitza la planta exclusivament per enfilar-se. Poden mesurar fins a 15 cm de llargada.
És monoica, ja que presenta flors unisexuals masculines i femenines en una mateixa planta. Les primeres són una mica més grans que les segones. Ambdues són flors pentalobulades (cinc pètals) de color verd i groc clar. Les flors s'agrupen en unes estructures anomenades inflorescències racemoses. El periant es troba a la part basal, té una coloració verdosa i forma cinc lòbuls. L'aparell sexual masculí o l'androceu consta de cinc estams. En canvi, l'aparell femení (gineceu), consta d'un ovari que es prolonga en un estil d'uns 4,5 mm.
Quan fructifica desenvolupa una baia esfèrica no gaire gran, de color rogenc quan està madurada. És un fruit simple indehiscent carnós que té entre 4 i 6 llavors.

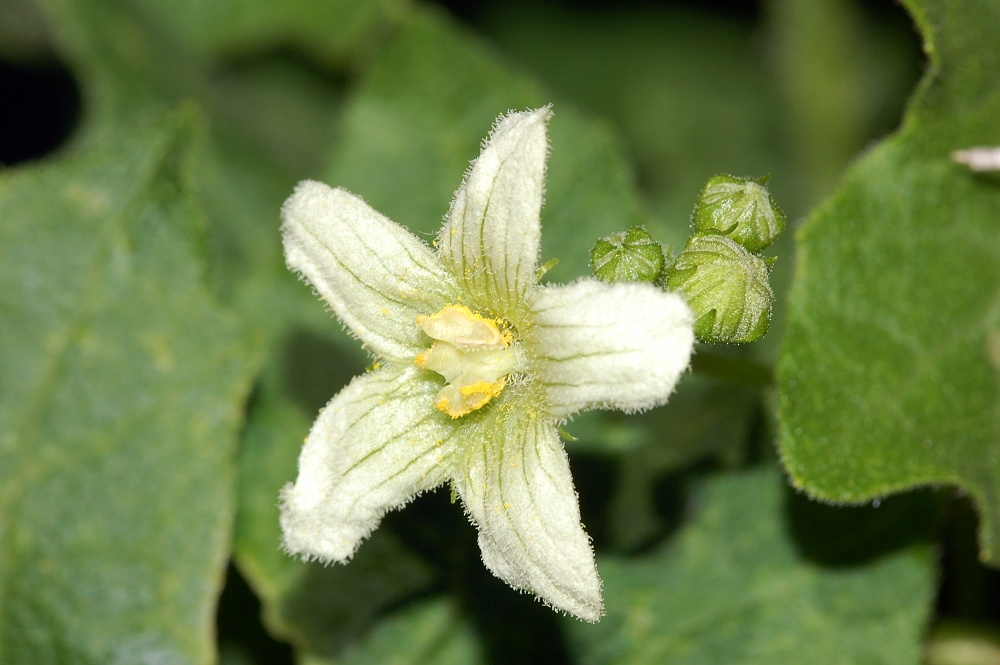
Flor

## Ecologia
La briònia és vivaç, és a dir, el seu cicle biològic es basa en la mort anual de la part aèria de la planta (durant l'hivern) mentre que la part subterrània és pluriennal i a partir de la qual cada any s'originen nous brots aeris (durant la primavera).
Té una distribució holàrtica. És una planta originària de l'Europa Meridional, molt abundant en les clarianes dels boscos del centre i sud d'Europa, i en especial, a les riberes. També es troba en el continent americà.
Creix a plena llum solar, tot i que també sobreviu en zones ombrívoles, fins a una altitud d'uns 1200 metres per sobre el nivell del mar. Necessita temperatures moderades, sòls bastant humits i rics en bases, podem dir que és una planta indicadora de la humitat i basicitat dels indrets.

## Farmacologia

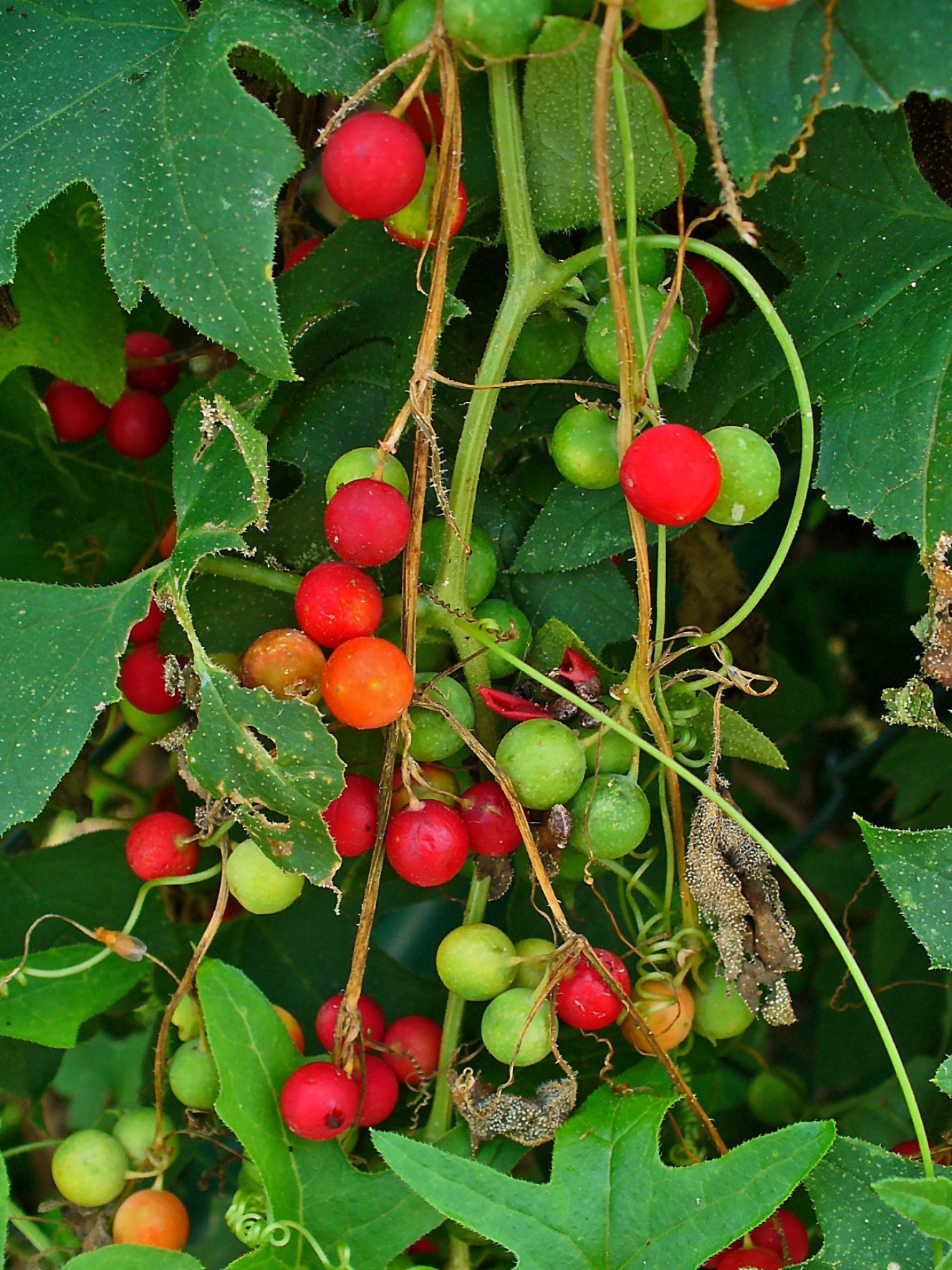
Fruits madurs

### Usos medicinals
Tradicionalment s'usa com a purgant o pels reumatismes. Una preparació tradicional és "oximel" que es prepara amb 45g de l'arrel, una lliura de mel i 1,5 lliures de vinagre tot s'escalfa i es fa bullir durant mitja hora. Una altra manera tradicional d'atenuar l'alta toxicitat de la planta és: agafar l'arrel i realitzar una petita cavitat i omplir-la de sucre, al cap d'unes 12 hores s'obté un xarop, que en dossis petites dona un efecte purgant lent, però segur.
El fruit també fou emprat a l'època antiga per tractaments de tipus dermoestètics, com testimonïa el filòsof grec Teofrast, discípul d'Aristòtil.
Homeopàtics: s'utilitza per combatre l'artritis, reumatismes, tos, còlics hepàtics, xarampió, sinovitis, vessaments articulars i algunes afeccions pulmonars.

### Accions farmacològiques i propietats
Els diferents principis actius de Bryonia dioica tenen una acció purgant o vomitiva. Amb aquesta planta es fan diverses preparacions com xarops, alcoholatures (s'obtenen per maceracions de la planta fresca amb solucions alcohòliques), vins i pols sec (s'obté polvoritzant la droga vegetal correctament dessecada). Les arrels es dessequen a una temperatura màxima de 45 °C, s'extreuen de la terra, es renten i es tallen a llesques. Un cop seca, l'arrel ofereix un gust fort i amarg, juntament a una olor desagradable.

### Toxicitat
La ingestió dels seus fruits comunament pot provocar nàusees, dolors abdominals i diarrees. A vegades s'han diagnosticat trastorns de l'equilibri i agitacions nervioses. En elevades dosis pot causar la mort. Es calcula que la dosi letal per un adult és de 20 grams. La mort es produeix per paralització del sistema nerviós central. El contacte cutani amb la planta pot ocasionar dermatitis irritant.